# تذبذب شمال الأطلسي

التغيرات السنوية لدليل تذبذب شمال المحيط الأطلسي خلال الفترة 1864-2015.

تأثير الطورين الموجب والسالب لتذبذب شمال المحيط الأطلسي على عناصر الطقس والمناخ.

تذبذب شمال المحيط الأطلسي هو تغير شبه دوري في شدة مركزي الضغط شبه الدائمين مرتفع الضغط الجوي فوق الآصور ومنخفض الضغط الجوي بين جريلاندا وآيسلندا (مرتفع الآصور ومنخفض آيسلندا).

## الوصف
تحمل الرياح الغربية التي تهب عبر المحيط الأطلسي الهواء الرطب إلى أوروبا. يكون الصيف باردًا في السنوات التي تكون فيها الرياح الغربية قوية، ويكون الشتاء معتدل والمطر شائع. إذا توقفت الرياح الغربية سترتفع درجة الحرارة أكثر في الصيف والشتاء مما يؤدي إلى حدوث موجات حر وتجمد وانخفاض هطول الأمطار.
يتحكم نظام الضغط المنخفض الدائم فوق آيسلندا (منخفض آيسلندا) ونظام الضغط العالي الدائم فوق جزر الآصور (مرتفع الآصور) في اتجاه وقوة الرياح الغربية إلى أوروبا. تختلف قوة ومواقع هذه الأنظمة من سنة إلى أخرى ويعرف هذا الاختلاف باسم ناو. يؤدي الاختلاف الكبير في الضغط بين المنطقتين (مؤشر سنوي عالي لناو+) إلى زيادة الرياح الغربية، وبالتالي صيف بارد وشتاء معتدل ورطب في أوروبا الوسطى وواجهة المحيط الأطلسي. وعلى العكس إذا كان المؤشر منخفضًا (ناو-) تتوقف الرياح الغربية وتعاني مناطق شمال أوروبا من فصول شتاء باردة وعواصف متجهة جنوبًا نحو البحر الأبيض المتوسط. وترتفع بذلك نسبة العواصف والأمطار في جنوب أوروبا وشمال إفريقيا.
يعتبر مؤشر ناو خلال أشهر نوفمبر إلى أبريل مسؤولًا عن الكثير من تقلبات الطقس في منطقة شمال الأطلسي، مما يؤثر على سرعة واتجاه الرياح، والتغيرات في توزيع درجات الحرارة والرطوبة وشدة العواصف وعددها ومسارها. تشير الأبحاث الآن إلى أننا قد نستطيع التنبؤ بمؤشر ناو أكثر مما كان متوقعًا في السابق.
توجد بعض النقاشات حول مدى تأثير مؤشر ناو على الطقس على المدى القصير في أمريكا الشمالية. بينما يتفق معظمهم على أنَّ تأثير ناو على الولايات المتحدة الأمريكية أقل بكثير من تأثيره على أوروبا الغربية، يُعتقد أيضًا أنَّ ناو يؤثر على الطقس في معظم المناطق الوسطى والشرقية العليا في أمريكا الشمالية. يجذب منخفض آيسلندا خلال فصل الشتاء عندما يكون المؤشر مرتفعًا (ناو+) تيارات دورانية جنوبية غربية قوية على النصف الشرقي من قارة أمريكا الشمالية مما يمنع هبوط هواء القطب الشمالي جنوبًا (إلى الولايات المتحدة الأمريكية جنوب خط العرض 40). يمكن لهذا التأثير عند التراكب مع ظاهرة إل نينيو أن يسبب فصول شتاء أكثر دفئًا على الجزء العلوي من الغرب الأوسط ونيو إنجلترا، لكن التأثير على جنوب تلك المناطق ليس معروفًا. وعلى العكس عندما يكون مؤشر ناو منخفضًا (ناو-) يمكن أن تشهد الأجزاء الوسطى والشمالية الشرقية من الولايات المتحدة الأمريكية زيادة البرد في فصل الشتاء أكثر من المعتاد في العواصف الثلجية المرتبطة بها. يُعتقد أن تأثير ناو- في فصل الصيف يساهم في تدفق هواء ضعيف يحول عادةً أنظمة المناطق إلى أنظمة الحوض الأطلسي، مما يساهم بشكل كبير في موجات الحر التي تدوم طويلًا فوق أوروبا.

## أعاصير شمال الأطلسي
يؤثر ناو أيضًا من خلال التحكم في موقع مرتفع الآصور على اتجاه مسارات العواصف العامة للأعاصير المدارية الرئيسية شمال الأطلسي: إذا كان موقع مرتفع الآصور إلى الجنوب سيدفع العواصف إلى خليج المكسيك، أما إذا كان الموقع شمالي سيدفع العواصف إلى ساحل المحيط الأطلسي الأمريكي الشمالي.
كما أظهرت الأبحاث التي أجريت في مجال علم الحفريات الأثرية وجود القليل من الأعاصير الرئيسية التي ضربت ساحل الخليج خلال الفترة بين 3000 و1400 سنة قبل الميلاد ومرة أخرى خلال الألفية الأخيرة. فُصلت هذه الفترات الهادئة بفترة نشاط خلال فترة 1400 قبل الميلاد إلى 1000 بعد الميلاد، عندما ضربت الأعاصير القوية ساحل الخليج بشكل متكرر وزادت احتمالات وصولها إلى اليابسة بمقدار 3 -5 مرات.

## الآثار البيئية
كان مؤشر ناو أكثر إيجابية بشكل عام منذ أواخر سبعينيات القرن الماضي وحتى وقت قريب، حيث سبب مناخًا أكثر برودة في شمال غرب المحيط الأطلسي، مما أدى إلى ازدهار أصناف الحياة في بحر لبرادور لتميزه بدرجة حرارة مثالية منخفضة.
يقلل احترار ناو+ في بحر الشمال من قدرة يرقات سمك القد على النجاة بسبب الحدود العليا لتحملها للحرارة، وكذلك التبريد في بحر لبرادور حيث تكون يرقات سمك القد في حدود درجات الحرارة المنخفضة لها.
يسبب ناو+ ارتفاع درجات الحرارة وزيادة هطول الأمطار على الساحل الشرقي للولايات المتحدة الأمريكية، وبالتالي يؤدي إلى طقس أكثر دفئًا ومياه سطحية أقل ملوحة. يعيق ذلك التيارات الصاعدة الغنية بالمواد الغذائية مما يخفّض الإنتاجية. يتأثر بنك جرجس وخليج من بانخفاض صيد سمك القد.
يعتبر تأثير ناو أيضًا أحد العوامل الفعالة في تغيرات أعداد أغنام السوي التي درست بشكل مكثف.

## أهمية تذبذب شمال المحيط الأطلسي
هو أهم مصدر للتغاير بين سنوي واسع النطاق في الدورة الجوية على شمال المحيط الأطلسي وغرب أوروبا ويكون مصحوبا بتغير في شدة الغربيات على سطح البحر. ويمتد تأثيره بعيدا على شمال المحيط الأطلسي وكذا شمال أمريكا وأوروبا وشمال أفريقيا. ويعرف تذبذب شمال المحيط الأطلسي ذروته خلال فصل الشتاء. ويحدد عادة من خلال الضغط الجوي على مستوى سطح الأرض بشمال المحيط الأطلسي.
و يفيد التحليل الإحصائي أن تذبذب شمال المحيط الأطلسي هي الظاهرة السائدة في تغاير الدورة الجوية السطحية على المحيط الأطلسي حيث يتسبب في أزيد من 36% من الاختلاف الإحصائي لمتوسط الضغط على مستوى سطح الأرض للأشهر الممتدة من دجنبر إلى مارس على النطاق المحصور بين 20° - 80° شمالا و 90° غربا-40° شرقا خلال الفترة الممتدة من 1899 إلى غاية 1994. ولقد تم ملاحظة فوارق بارزة بين فصول شتاء ذات قيم عليا ودنيا لتذبذب شمال المحيط الأطلسي.

## دليل التذبذب (دليل روسبي)
من أجل قياس هذا التذبذب تم اعتماد دليل خاص. وقد تم تعريف هذا الدليل كفرق حسابي مُمَنظم (بالانحراف المعياري) بين الضغط على مستوى سطح البحر لكل من مرتفع الآصور ومنخفض آيسلندا. ويشار إليه في بعض الأحيان بدليل روسبي (تخليدا لذكرى العالم الرصدي روسبي). ويعادل المتوسط السنوي للضغط الجوي على مستوى سطح الأرض من أجل الفترة الزمنية 1890-1990 داخل مرتفع الآصور حوالي 1024 هيكتوباسكال في حين يعادل 1006 هيكتوباسكال داخل منخفض آيسلندا. وبالتالي يكون الفارق السنوي بينهما من أجل نفس الفترة هو 18 هيكتوباسكال.و يبلغ الوسع السنوي التوافقي لدليل روسبي حوالي 5 هيكتوباسكال. ويمثل الوسع نصف السنوي التوافقي حوالي نصف الوسع السنوي.

### حساب الدليل
يتم حساب دليل روسبي بحساب الفرق بين الضغط على مستوى سطح الأرض بين محطتين رصديتين مجاورتين على التوالي لمرتفع الآصور ومنخفض آيسلندا (لشبونة البرتغالية وريكجافيك الإيسلاندية مثلا)، فيكون أصغر بقليل مما لو تم حسابه بالفرق بين القيم المركزية القصوى الموجبة والسالبة للضغط الجوي على مستوى سطح البحر بالمناطق خارج المدارية ودون القطبية للمحيط الأطلسي. وهذا راجع للتنقل المستمر لمراكز الضغط الجوي عبر المكان وخلال الزمان.

### استقراء الدليل
بصفة نموذجية، عندما يكون الدليل مرتفعا يكون المنخفض الإيسلندي عميقا، ما يزيد من تأثير الكتل الهوائية القطبية الشمالية الباردة على الحافة شمال الشرقية لشمال أمريكا ويحفز الغربيات لحمل الكتل الهوائية الرطبة والدافئة إلى غرب أوروبا.
لقد أظهرت دراسة السلاسل الزمنية الطويلة الأمد أن دليل تذبذب شمال المحيط الأطلسي يعرف تغيرا على جميع السلالم الزمنية انطلاقا من سلم الأيام والأسابيع إلى غاية سلم العُقود فما فوقها. ويبقى السلمين الزمنين بين-السنوي والعقدي لتغيرات دليل هذا التذبذب أقواها تأثيرا على مناخ أوروبا وغرب شمال أفريقيا.

### طوري التذبذب
يعرف دليل تذبذب شمال المحيط الأطلسي وضعين للاستقرار النسبي : موجب وسالب. وهما ناتجين عن الطورين المرتفع والمنخفض للدليل. يُحدد الطور الموجب عندما تتجاوز قيم الدليل المتوسط بفارق يعادل الانحراف المعياري أو يزيد عنه. ويُحدد الطور السالب بعكس ذلك.
و قد أظهرت دراسة بخصوص تنقل مراكز الضغط الجوي لمرتفع الآصور ومنخفض آيسلندا باستعمال سلسلة بيانات 100 سنة (هونتِر ماشِل، ألِكساندر بولونسكي وآخرون) أنه وحده موضع هذه المراكز خلال مختلف أطوار تذبذب شمال المحيط الأطلسي يلعب الدور المهم في توليد شذوذ المناخ على أوروبا وغرب شمال أفريقيا.

## التغيرات المناخية وتذبذب شمال المحيط الأطلسي
يحظى تذبذب شمال المحيط الأطلسي باهتمام واسع في ظل الاهتمام بالتغيرات المناخية، سواء على مستوى سطح الأرض أو على مستوى طبقات الجو العليا.
تظهر تغيرات مناخية جلية على أوروبا وغرب شمال أفريقيا نتيجة للتغير في شدة الدورة النطاقية على شمال المحيط الأطلسي وتنقل مراكز الضغط الجوي. وتتحدد شدة غربيات المناطق متوسطة خط العرض وبالتالي تنقل الهواء الدافئ والرطب نسبيا من شمال المحيط الأطلسي نحو أوروبا أو غرب شمال أفريقيا انطلاقا من تدرج (انحدار) الضغط بين مرتفع الآصور ومنخفض إيسلاندا. وقد أظهر جيمس هورِل وآخرون في منتصف التسعينيات أنه على السلم الزمني بين السنوي إلى العقدي، يكون تقوي أحوال تذبذب شمال المحيط الأطلسي (أو الطور الموجب للتذبذب) مصحوبا بتنقل كل من مرتفع الآصور ومنخفض إيسلاندا نحو شمال الشمال الشرقي. وموازاة مع ذلك، تشتد الدورة الجوية النطاقية على شمال المحيط الأطلسي وأوروبا وتشتد كذلك الرياح النطاقية بأسفل التروبوسفير بين خطي العرض 50° و 60° شمالا. فتنتقل معظم المنخفضات الجوية على شمال المحيط الأطلسي نحو شمال أوروبا مصحوبة بتساقطات وبارتفاع في درجات الحرارة، في حين تهيمن ظروف دورة مرتفع جوي على كل من وسط وجنوب أوروبا وكذا غرب شمال أفريقيا. ويلاحظ عكس ذلك خلال الأطوار السالبة للتذبذب عندما ينتقل كل من مرتفع الآصور ومنخفض إيسلاندا نحو جنوب الجنوب الغربي وتضعف الغربيات. فيصاحب ذلك توالي المنخفضات الجوية على جنوب أوروبا وغرب شمال أفريقيا، في حين تهيمن أجواء الضغط المرتفع على شمال أوروبا.
و لقد كانت التغيرات المناخية خلال القرن 20 مصحوبة بميل نحو تقوي تذبذب شمال المحيط الأطلسي وتقلص المسافة على خط العرض بين مرتفع الآصور ومنخفض إيسلاندا.